# John Woolfe
John Woolfe (Londra, 23 marzo 1937 – Le Mans, 14 giugno 1969) è stato un pilota automobilistico inglese degli anni ’60.

## Gli esordi
Debutta nelle competizioni automobilistiche nel 1957, pilotando negli anni successivi diverse vetture come la Jaguar E-Type, la Lola T70 Mk.IIIB, la TVR Grantura e la Shelby Cobra da 7 litri e interessandosi a partire dal 1967 alle gare di accelerazione, dove concorrono i cosiddetti dragster, mettendo su la John Woolfe Racing insieme al suo amico statunitense David Riswick.
In carriera ha ottenuto quattro vittorie assolute e un'ulteriore vittoria di classe. In particolare, nella stagione automobilistica 1968, con un prototipo Chevron B12-Repco 3 litri, vince a Silverstone (in una gara minore), mentre nel Mondiale marche si ritira a Watkins Glen e a Le Mans (al 27º giro per rottura del motore).

## Il salto di qualità
Nella primavera del 1969 la Porsche dopo aver realizzato 25 esemplari come da regolamento della sua 917, ne pone in vendita alcuni per rientrare nei costi di produzione della vettura Sport e John Woolfe, desideroso di fare il salto di qualità nelle gare di durata, acquista per 140.000 marchi una 917 "coda lunga" (quella con il numero di telaio 005), diventando così il primo cliente di questo modello e destando molte perplessità tra i giornalisti del settore, che non ritengono il gentleman-driver inglese adatto a pilotare una vettura difficile anche per piloti professionisti esperti, che, visti i grossi problemi di stabilità alle alte velocità, le hanno più volte preferito la più collaudata 908.
Iscrive dunque la vettura alla 24 Ore di Le Mans 1969 con Digby Martland, un altro pilota inglese dilettante, dopo aver deciso in un primo momento di correre con una McLaren M6 GT.
Martland decide di rinunciare alla corsa dopo che in prova è uscito alla curva Tertre Rouge. Per tutelarsi e per non lasciare deluso il suo munifico cliente, la Porsche mette a disposizione del John Woolfe Racing un suo pilota, l'allora quarantunenne Herbert Linge. Alla guida della sua macchina, Woolfe non va oltre un 3:45,2 in prova, tempo che lo collocherebbe in 21ª posizione. Inoltre, con un fuorigiri ha distrutto il motore, tanto che la Porsche gliene fa pervenire in fretta e furia uno nuovo direttamente dalla sede di Zuffenhausen. La casa di Stoccarda corre nuovamente in suo soccorso “prestandogli” per le sole prove il velocissimo Kurt Ahrens che con la vettura di Woolfe, segna un tempo di 3:35,8, guadagnando ben 11 posizioni in graduatoria.
Più di un pilota è perplesso circa la decisione di Woolfe di voler effettuare lui, e non Linge, la partenza. A Le Mans la procedura prevede che i piloti siano schierati fuori della vetture sul lato opposto del rettilineo del traguardo e siano pronti a scattare al via per attraversare la pista e salire in vettura, spesso incuranti di allacciare propriamente le cinture. Una procedura contestata ad esempio da Jacky Ickx che nell'occasione attraversò provocatoriamente la linea di partenza dopo gli altri e si allacciò con tutta calma le cinture prima di partire, ovviamente per ultimo. Ma Woolfe insiste: sulla tribuna c'è la sua famiglia appositamente venuta dall'Inghilterra per ammirarlo e lui non vuol correre il rischio di non sedersi al volante della sua vettura, nel caso il suo coequipier abbia dei problemi durante il primo turno di guida.

## L'incidente
All'abbassarsi della bandiera l'inglese si lanciò nella gara con un entusiasmo forse eccessivo: seguì a distanza il gruppo dei primi spingendo a fondo e superando, senza apparenti problemi, le prime difficoltà del percorso. Rincorso da una muta di Porsche 911, velocissime allo start, e da una “vettura rossa”, nel tentativo di non farsi raggiungere ed anzi di recuperare posizioni, affrontò con troppo slancio l'ultima parte del circuito che segue la curva di Arnage. La strada è in leggera pendenza. Si deve dunque controllare la vettura combinando frenata, sterzo e cambio, con una guida decisa, ma precisa, anche perché la carreggiata si restringe fino a sette metri. Woolfe, impostata invece in modo scomposto la prima piega a destra della Maison Blanche, mise due ruote nell'erba perdendo il controllo della Porsche n°10 nel settore verso sinistra. Uscito scomposto dalla “esse” l'inglese finì fuori traiettoria, schiantandosi di coda sulle fascinate che sostengono il lungo terrapieno che bordeggia il circuito in quel punto. La macchina si disintegrò e il pilota fu scaraventato fuori dall'abitacolo.
Pare che il povero pilota inglese, nella fretta della partenza non si fosse allacciato le cinture, e questo fu il motivo per cui venne proiettato fuori dall'abitacolo, mentre la benzina fuoriuscita dalla Porsche 917 prendeva fuoco. Sopraggiunse nel frattempo la Ferrari 312 P di Chris Amon con la pista occupata dal relitto della vettura di Woolfe e da un muro di fuoco. Un pezzo del serbatoio in fiamme si incastrò sotto la Ferrari che prese a sua volta fuoco. Amon azionò l'impianto di spegnimento e, dopo aver spalancato lo sportello del lato destro, scese dall'auto ancora in movimento. Chris Amon ne uscì soffrendo solo qualche leggera scottatura, mentre John Woolfe morì nell'impatto.
La tragedia convincerà gli organizzatori della gara ad abrogare la partenza in stile "Le Mans" a partire dall'edizione successiva, quando i piloti partirono già seduti in auto e con le cinture correttamente allacciate, per poi passare definitivamente alla partenza lanciata come alla 500 miglia di Indianapolis.